# Валбондионе
Валбондионе (итал. Valbondione) је насеље у Италији у округу Бергамо, региону Ломбардија.
Према процени из 2011. у насељу је живело 619 становника. Насеље се налази на надморској висини од 913 м.

## Становништво
| 1931. | 1936. | 1951. | 1961. | 1971. | 1981. | 1991. | 2001. | 2011. |
| ----- | ----- | ----- | ----- | ----- | ----- | ----- | ----- | ----- |
| 2.003 | 1.745 | 1.835 | 1.910 | 1.699 | 1.507 | 1.316 | 1.168 | 1.085 |